# Fosse Noire
La Fosse Noire est un cours d'eau français, qui coule dans le département de l'Indre, en région Centre-Val de Loire.
C'est un affluent de l'Yoson, donc un sous-affluent de la Loire, par la Claise, la Creuse et la Vienne.

## Géographie

### Cours
Le cours d'eau à une longueur de 12,22 km.
Il prend sa source dans le département de l'Indre, à 144 m d'altitude, près de « l'Étang de Maurepas », sur le territoire de la commune de Nuret-le-Ferron, puis s'écoule vers le nord.
Son confluent avec l'Yoson, se situe dans le département de l'Indre, à 106 m d'altitude, sur le territoire de la commune de Vendœuvres,.

### Départements et communes traversés
La Fosse Noire traverse trois communes : Méobecq, Nuret-le-Ferron et Vendœuvres,.

### Bassin versant
Les bassins hydrographiques sont découpés dans le référentiel national BD Carthage en éléments de plus en plus fins, emboîtés selon quatre niveaux : régions hydrographiques, secteurs, sous-secteurs et zones hydrographiques.
La Fosse Noire traverse la zone hydrographique « La Claise du rau de l’Étang Vieux au L611700 ».
Le bassin versant des Cinq Bondes s'insère dans la zone hydrographique « La Claise du rau de l’Étang Vieux au L611700 », au sein du bassin DCE plus large « La Loire, les cours d'eau côtiers vendéens et bretons ».

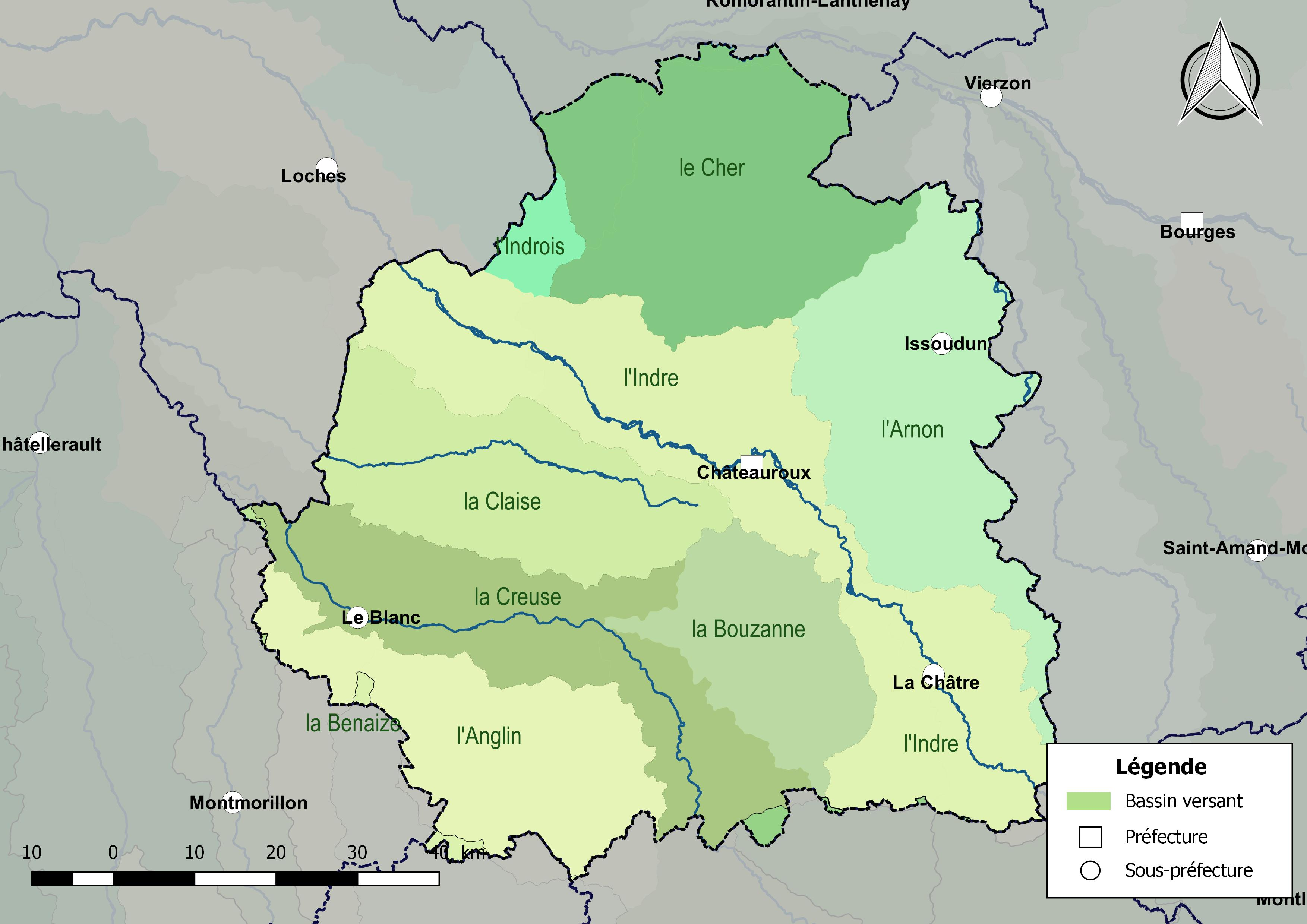
Les principaux bassins versants du département de l'Indre.

#### Échelle du bassin
En France, la gestion de l’eau, soumise à une législation nationale et à des directives européennes, se décline par bassin hydrographique, au nombre de sept en France métropolitaine, échelle cohérente écologiquement et adaptée à une gestion des ressources en eau. La Fosse Noire est sur le territoire du bassin Loire-Bretagne et l'organisme de gestion à l'échelle du bassin est l'agence de l'eau Loire-Bretagne.

### Organisme gestionnaire
Le syndicat mixte d’aménagement de la Brenne, de la Creuse, de l’Anglin et de la Claise (SMABCAC) est l'organisme gestionnaire du cours d'eau.

## Affluents
La Fosse Noire possède six affluents.
| Noms     | km |
| -------- | -- |
| L6114600 | 6  |
| L6114700 | 4  |
| L6114560 | 2  |

| Noms     | km |
| -------- | -- |
| L6114510 | 5  |
| L6114580 | 1  |
| L6114540 | 0  |

### Rang de Strahler
Son rang de Strahler est de trois.

## Aménagements et écologie

### Milieu naturel
Le cours d'eau est de première catégorie.